# Dodi Al-Fayed

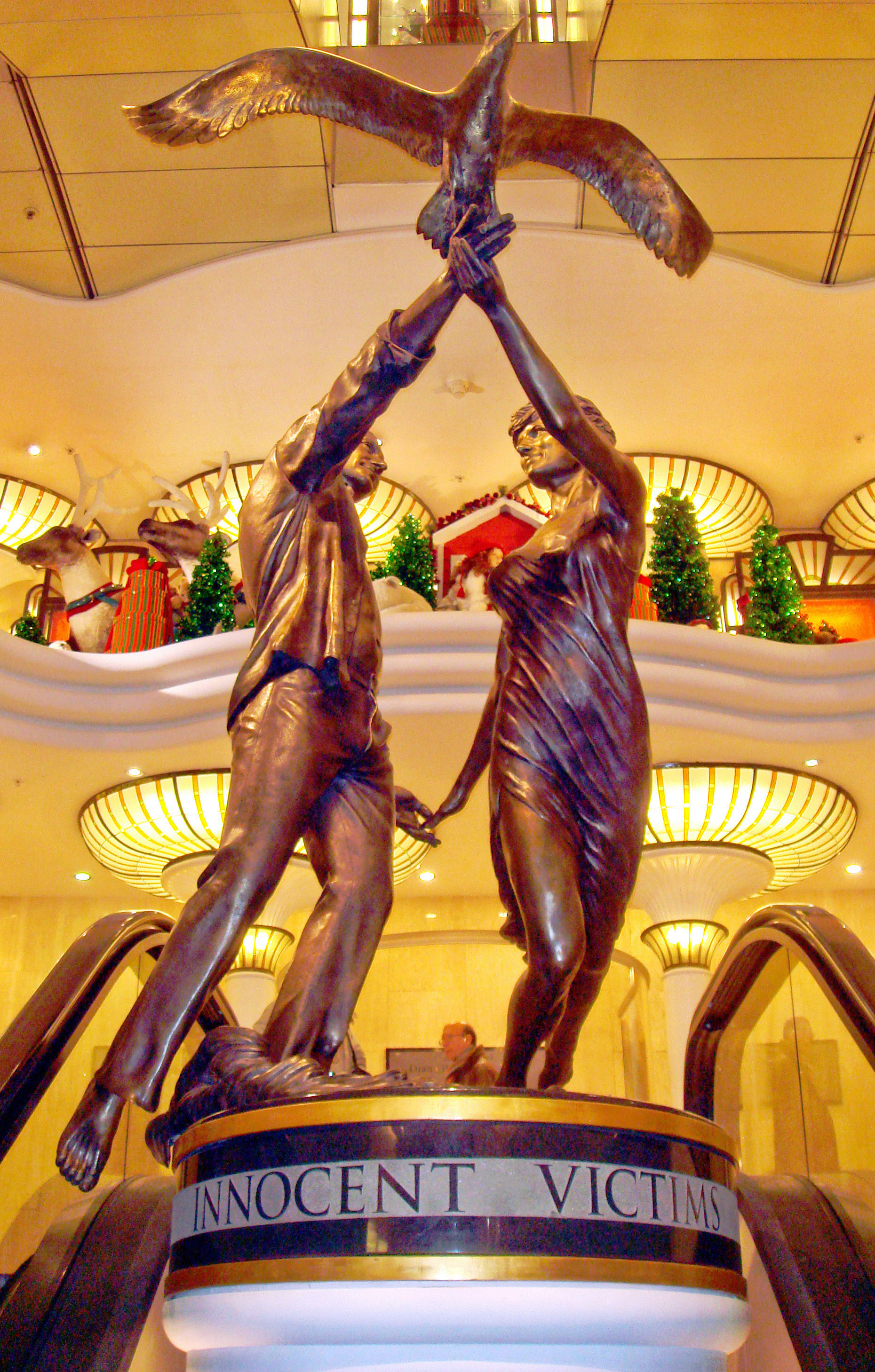
"Innocent Victims" (2005), Harrods

Emad El-Din Mohamed Abdel Moneim Fayed (em árabe: عماد الدين محمد عبد المنعم الفايد), mais conhecido como Dodi Al-Fayed ou Dodi Fayed, (Alexandria, 15 de abril de 1955 – Paris, 31 de agosto de 1997), foi um produtor cinematográfico e empresário egípcio, melhor conhecido por seu relacionamento com Diana, Princesa de Gales, nos anos 90.

## Biografia

### Vida familiar
Nascido em Alexandria, Egito, Dodi al-Fayed era o filho mais velho do bilionário egípcio Mohamed Al-Fayed (em árabe: محمد الفايد), dono da loja de departamentos britânica Harrods, do clube de futebol Fulham e do Hôtel Ritz. Sua mãe era Samira Kashoggi, irmã do notório comerciante de armas saudita Adnan Khashoggi. Samira e Mohamed se divorciaram antes de 1985, e ela morreu no ano seguinte, vítima de câncer. A segunda esposa de seu pai foi a socialite finlandesa e ex-modelo Heini Wathén, com quem Mohamed teve mais quatro filhos: Jasmine, Karim, Camilla e Omar.

### Educação e carreira
Fayed foi educado em Collège Saint Marc antes de ser matriculado no Instituto Le Rosey, na Suíça. Ele foi um graduado da Real Academia Militar de Sandhurst e uma vez serviu como oficial júnior em Londres pelos Emirados Árabes Unidos. Fayed montou uma companhia de produção de filme em 1979 e adquiriu imediatamente sucesso como produtor de Breaking Glass (1980). Em 1981, atuou como produtor executivo ao lado de David Puttnam do filme Chariots of Fire, ganhador do Oscar de melhor filme. Dodi ajudou a fazer também os seguintes filmes: The World According to Garp (1982), F/X (1986) e F/X2 (1991). 
Trabalhou também como consultor de criação e executivo de séries de televisão, bem como diretor da Harrods. Dodi Al-Fayed foi um produtor executivo para o filme Hook, de 1991, estreando Robin Williams e Dustin Hoffman, bem como para o filme The Scarlet Letter.

### Romances
Dodi mudou-se para Hollywood, onde esteve ligado romanticamente com várias mulheres belas e famosas, o que lhe trouxe certa publicidade. Em 1983, Fayed ficou brevemente noivo de Linda Atterzaedh, uma herdeira iraniana. Entre 1984 e 1985 namorou Brooke Shields. No dia 31 de dezembro de 1986, ele casou-se com a socialite americana Suzanne Gregard, mas eles se divorciaram oito meses depois, continuando bons amigos. Em 1996, antes de começar um caso com a princesa Diana, Dodi namorou Kelly Fisher. 
Dodi Fayed conheceu a Princesa de Gales em 1986, durante uma partida de polo em Guard's Club, Windsor. Ele estava jogando contra o time em que Charles, Príncipe de Gales estava. A relação romântica entre Dodi e Diana tornou-se aparente no verão de 1997, quando eles viajaram pelo Mediterrâneo no iate do pai de Dodi, nomeado Jonikal, causando intensa atenção da mídia. Os príncipes William e Harry estavam a bordo em julho daquele ano e viajaram, juntamente com Diana e Dodi, pelas costas de Saint-Tropez e Sardenha. Na noite de 30 de agosto, o casal chegou a Paris e jantaram no restaurante do Ritz. 
De acordo com a autora Kate Snell, entretanto, Diana queria que fotografias suas em companhia de Dodi fossem publicadas para causar ciúmes ao Dr. Hasnat Khan, um cirurgião cardíaco paquistanês, por quem realmente estaria apaixonada.

### Morte

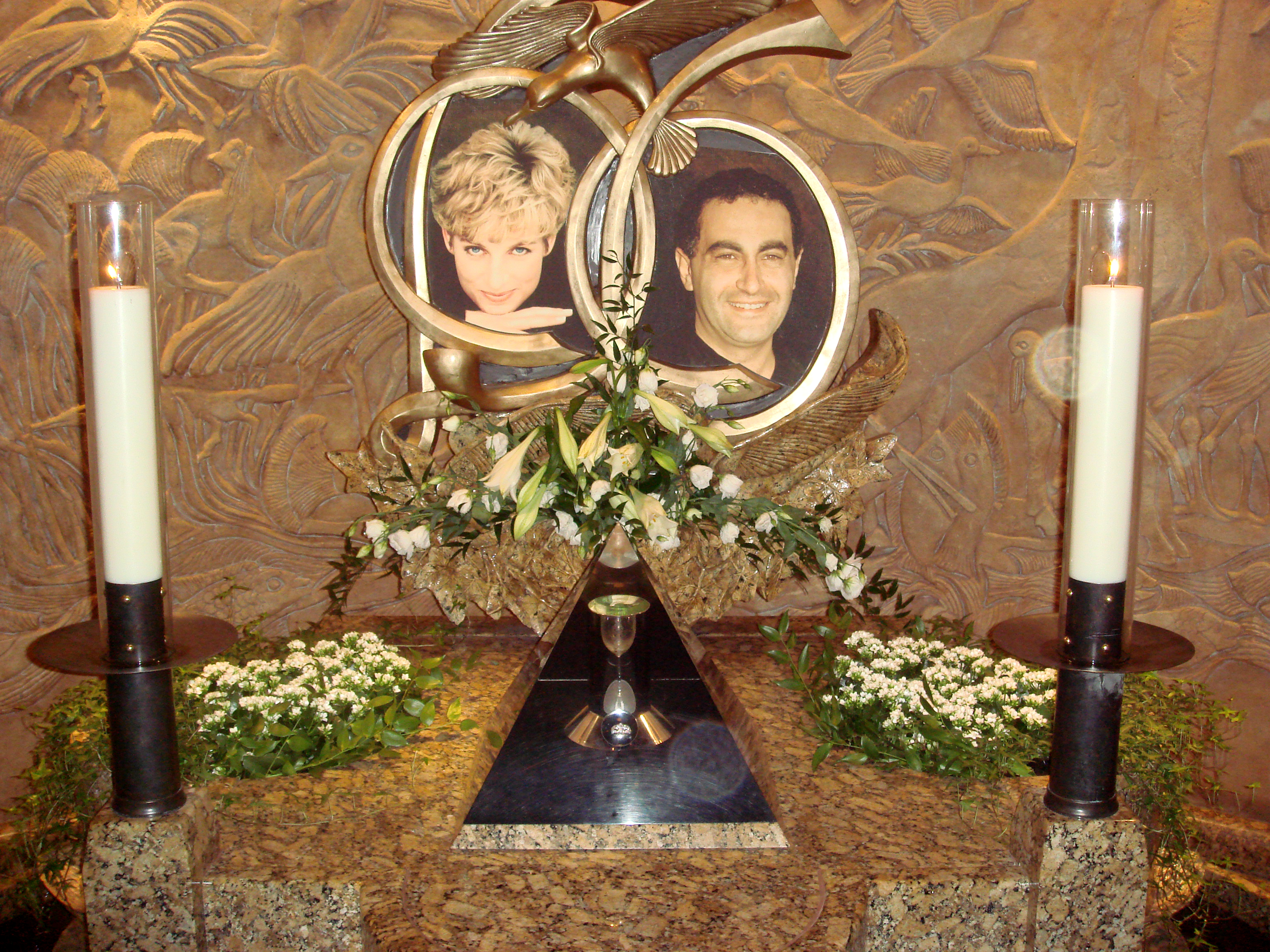
Memorial a Dodi e a Diana

Na madrugada do dia 31 de agosto de 1997, o carro que os transportava, seguido por paparazzis e com destino ao apartamento de Dodi, bateu fortemente numa pilastra do túnel da Ponte de l'Alma, em Paris, França. Fayed e o motorista Henri Paul, que segundo investigadores franceses e britânicos estava embriagado e drogado, morreram na hora. Seriamente feridos, Diana e o guarda-costas Trevor Rees-Jones foram levados às pressas para o hospital, mas a princesa não sobreviveu e foi dada como morta às 4h da madrugada. 
Apesar das especulações em torno do acidente, uma investigação ordenada em 2004 e liderada pela Polícia Metropolitana de Londres, concluiu que o desastre não foi causado por uma conspiração. Devido à grande atenção da mídia, de que o casal era alvo, consta que Dodi engendrou um plano naquela noite, para ambos saírem do hotel sem serem vistos pelos paparazzi. Mas, apesar de terem saído pelas traseiras do edifício, não conseguiram passar despercebidos dos olhares dos fotógrafos, que se encontravam à entrada prontos para seguir o casal.
O corpo de Dodi Fayed foi levado para a Inglaterra no helicóptero da família Fayed e, depois de um serviço na mesquita do Regent Park, foi enterrado no Cemitério de Brookwood, perto de Woking, Surrey, porque uma lei muçulmana diz que a pessoa deve ser enterrada dentro de 24 horas após sua morte. Seu corpo foi transportado posteriormente para a propriedade dos Fayed na Escócia.
Mohamed Al-Fayed ergueu um memorial a Dodi e a Diana em Harrods, no dia 12 de abril de 1998 e um segundo, mais grandioso, em 2005.